# محسن الملك
نواب محسن الملك أو منير نواز جنغ،  المعروف أيضا باسم سيد مهدي علي (بالأردوية: نواب محسن ‌الملک، منير نواز جنگ، سيد مهدى على)‏ (9 ديسمبر 1837 - 16 أكتوبر 1907) سياسي هندي مسلم، كان صديقًا مقربًا للسيد أحمد خان، وشارك في حركة عليكره وكان أحد مؤسسي رابطة مسلمي عموم الهند عام 1906.

## بدايته
ولد سيد مهدي علي عام 1837 في بلدة إيتاوا بولاية أتر برديش بالهند البريطانية باعتباره نجل سيد مير زمان علي. حصل على تعليمه الأساسي باللغتين الفارسية والعربية.
في عام 1874 ذهب سيد مهدي علي إلى دولة حيدر أباد للدخول في خدمة سلالة نظام الملك، وظل يُقدم خدماته لدولة حيدر آباد على مدى ما يقرب من 20 عامًا، وحصل على لقب منير نواز جنغ ونواب محسن الملك من نظام حيدر آباد.

## علاقته مع السيد أحمد خان
التقى محسن الملك لأول مرة مع السيد أحمد خان، ونتج عن هذا الاجتماع رفقة طويلة الأمد، وأصبح نواب محسن الملك مؤيدًا قويًا له بقية حياته، وبعد ذلك أصبح نواب محسن الملك أحد أقوى المؤيدين لرسالة السيد وحركة عليكره.
وأصبح عضوًا في الجمعية العلمية منذ بدايتها عام 1864. وكتب مقالته تهزيب أخلاق لدعم أفكار السيد أحمد خان ونشر رسالته وأصبح المتحدث باسم أفكاره الاجتماعية وحركة عليكره.
وظل محسن الملك سكرتير له حتى وفاته عام 1907، وكان له دور فعال في تطوير «كلية إم إيه أو»، والتي أصبحت في النهاية جامعة عليكره الإسلامية في عام 1920.
وفي عام 1906 أصبح أمينًا لرابطة مسلمي عموم الهند في جلستها التأسيسية في دكا جنبا إلى جنب مع نواب وقار الملك، وطُلب منه صياغة دستور الرابطة.

## وفاته
توفي محسن الملك في 16 أكتوبر 1907 في شيملا في إقليم البنجاب بالهند البريطانية.